# Oñamenane
Oñamenane, jedna od lokalnih skupina Huaorani Indijanaca s područja južnog dijela nacionalnog parka Yasuni u istočnom Ekvadoru. Danas kao i srodne skupine Tagaeri i Taromenane (Taromenani,), žive u izolirano od doticaja s civilizacijom. Lovci i sakupljači